# Pueblo afar
Los afar son una etnia africana, mayoritaria en la región de Afar, desde hace más de mil años. Ocupan la franja de desierto que se extiende tanto en la zona oriental de Etiopía como en Eritrea y Yibuti. Pastores nómadas, comenzaron a convertirse al islam tras el primer contacto con comerciantes árabes en el siglo X. Se los distingue a simple vista por su cabello en tirabuzones y sus grandes cuchillos curvos. Su prenda principal es el sanafil, una suerte de falda que tradicionalmente variaba de color según el sexo. En Etiopía suman un millón y medio de personas. Construyen sus viviendas, llamadas ari, con ramas y telas, que mueven regularmente en busca de fuentes de agua para sus animales, en especial durante la temporada seca. El conjunto de viviendas, núcleo de cada comunidad, recibe el nombre de burra.